# 14428 Lazaridis
14428 Lazaridis (1991 VM12) là một tiểu hành tinh vành đai chính được phát hiện ngày 8 tháng 11 năm 1991 bởi Spacewatch ở Kitt Peak.